# 't Kleine Loopveld
't Kleine Loopveld is een lange, smalle parkachtige groenstrook in Amsterdam-Zuid,  Buitenveldert.

## Geschiedenis en ligging
Het park loopt evenwijdig ten noorden van een deel van de Kalfjeslaan. Direct ten zuiden van de Kalfjeslaan begint de gemeente Amstelveen. Het park wordt doorsneden door de noord-zuidlopende Buitenveldertselaan.
De naam verwijst naar de geschiedenis van het gebied, alwaar turfstekers veengrond afgroeven. Ze hielden tussen de ontstane meren een loopveld aan om van het ene naar het andere dorp te komen. De naam ’t Kleine loopveld komt dan ook al als ‘t Cleine Loopvelt voor op een kaart van Joost Jansz. Bilhamer van rond 1575, die later hergebruikt is, maar de contouren al laat zien. Later behoort het toe aan de gemeente Nieuwer-Amstel. Vanaf 1921, als Amsterdam dit gebied annexeert, behoort het tot die gemeente.
Het park begint in het oosten direct na een woonwijkje aan de Kalfjeslaan, via waterwegen sluit het aan op het Amstelpark. Het eindigt bij Doornburg in Buitenveldert-West. Het park is begin jaren zestig aangelegd gelijktijdig met de wijk Buitenveldert.
In de jaren negentig werd het park een deel van een ecolint lopend van Amsterdam-Oost en Watergraafsmeer naar het Amsterdamse Bos.
Om hier van Amsterdam naar Amstelveen te komen moet men door het park, dat alleen voor voetgangers (oost-west en noord-zuid) en fietsers (alleen noord-zuid)toegankelijk is. Omdat de Kalfjeslaan zowel aan de noord- als zuidzijde aan het water grenst, zijn bruggen nodig om de verbinding tussen beide steden te realiseren. Dit zijn veelal betonnen bruggen uit de Amsterdam 800-serie. In de vernieuwde oost-westverbinding is er sprake van betonnen bruggen (eveneens uit de 800-serie) en landschappelijke bruggen; die laatsten dateren uit de tijd dat het ecolint (2011) gerealiseerd werd (bruggen 2163-2166).
Amstelveen-Noord kent ten oosten van de wijk Kronenburg een sportpark met de naam Het Loopveld met terreinen van bijvoorbeeld AMVJ (Hockey), SV Rap (voetbal) en Amsterdamsche Cricket Club, waarvan zowel Amsterdamse als Amstelveense sportverenigingen gebruik maken.

## Afbeeldingen

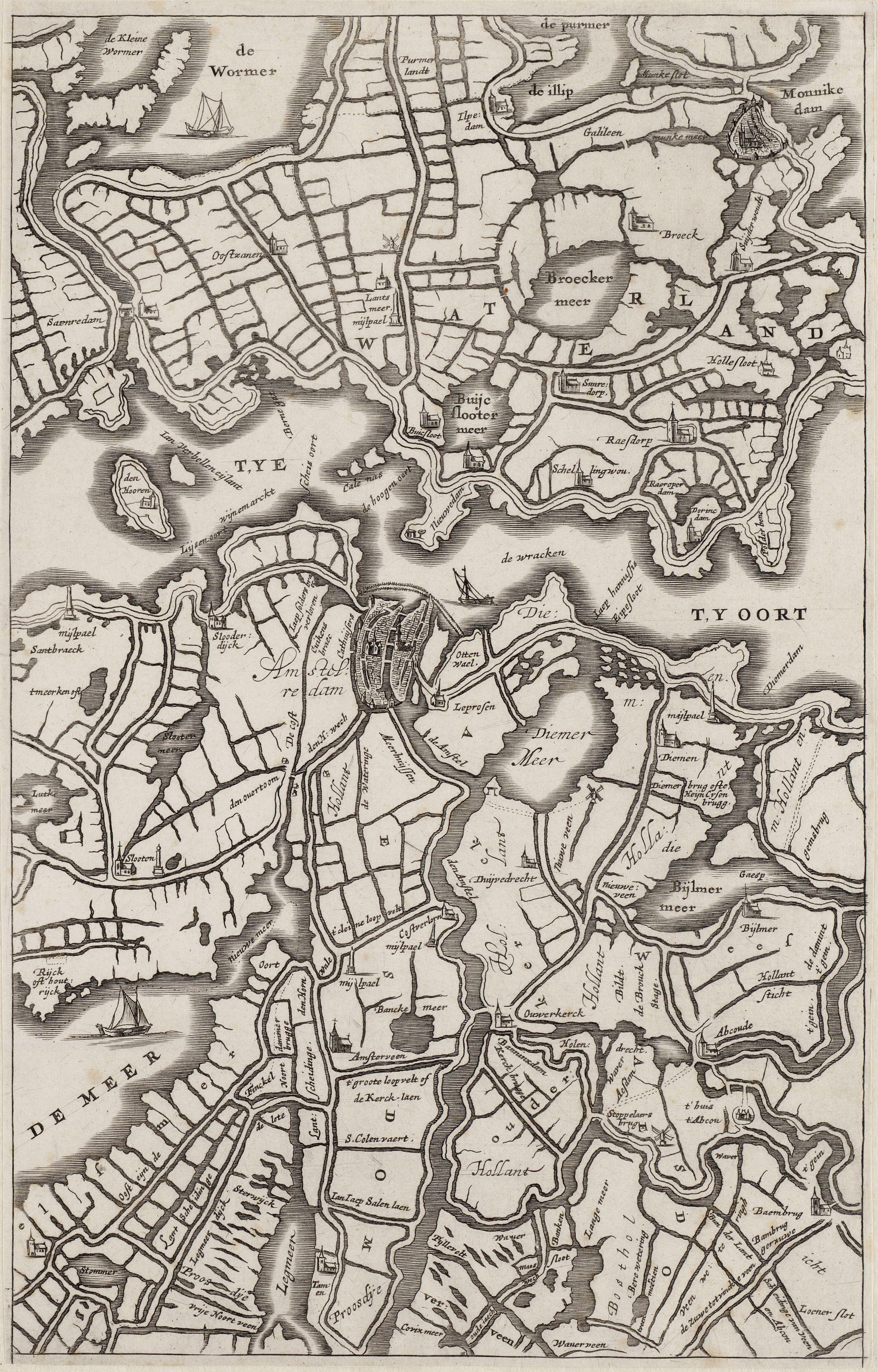
Kaart 1571 met ‘t Cleine Loopvelt
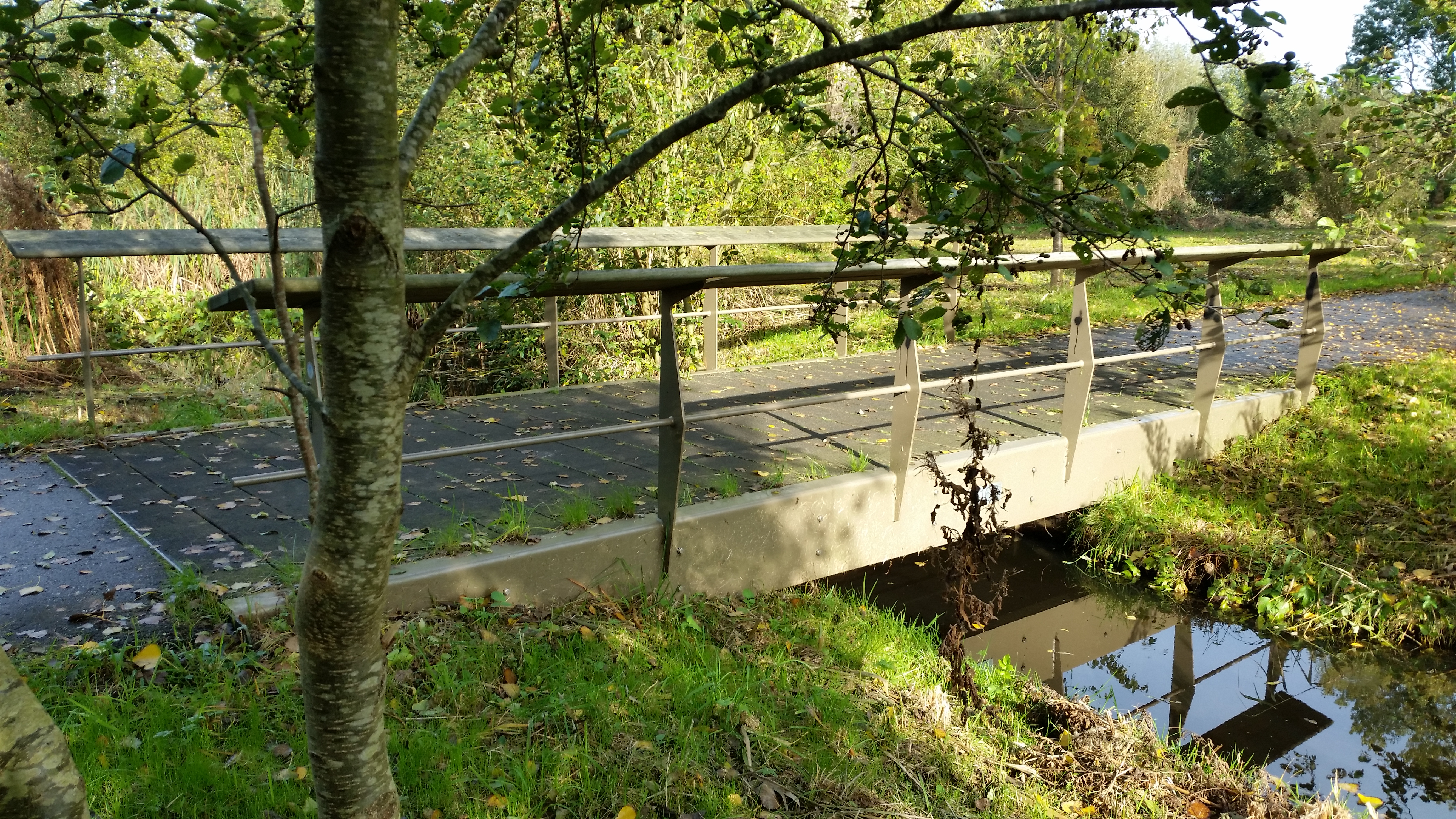
Brug 2163 (oktober 2019)
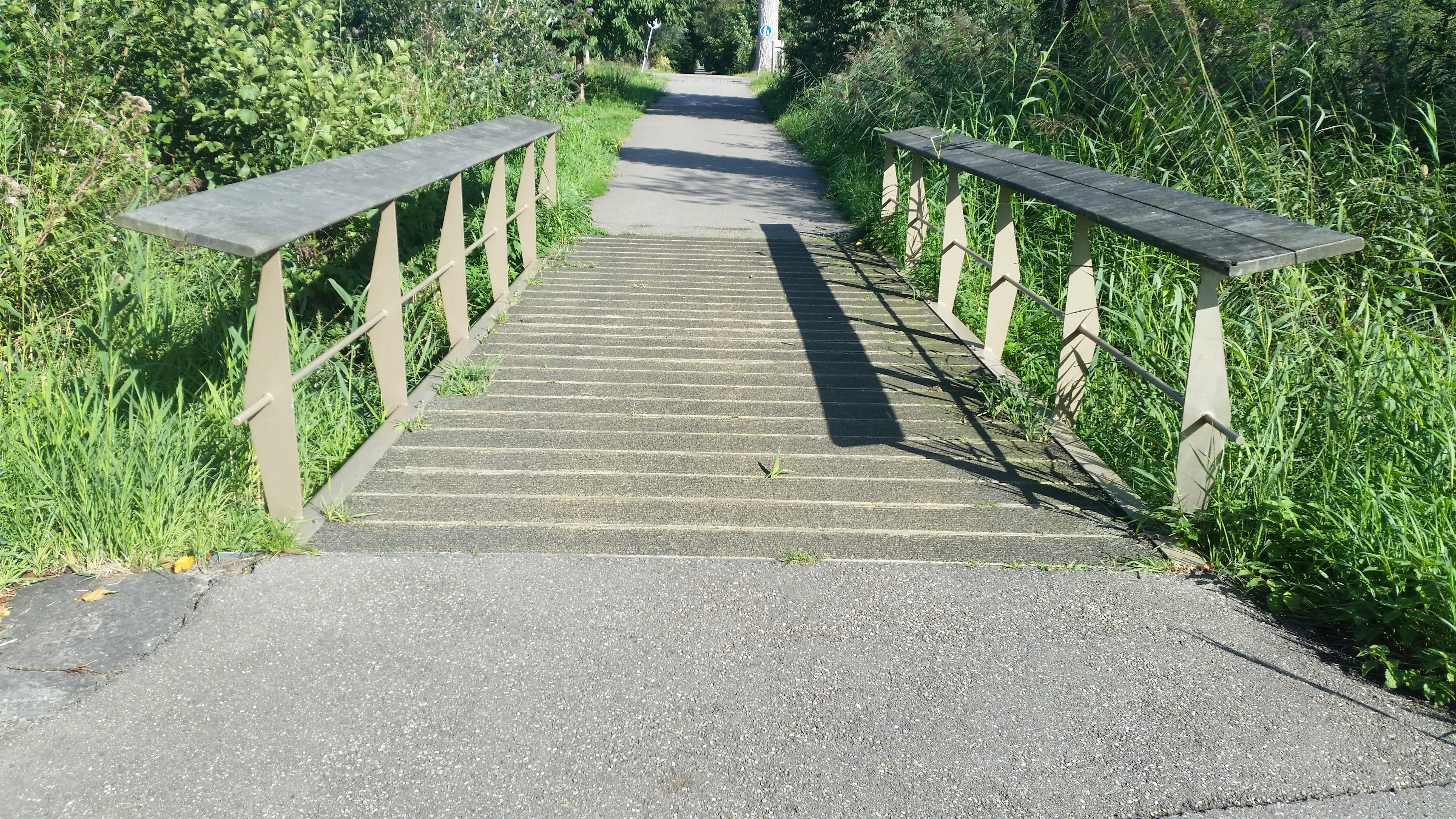
Brug 2164 (september 2019)
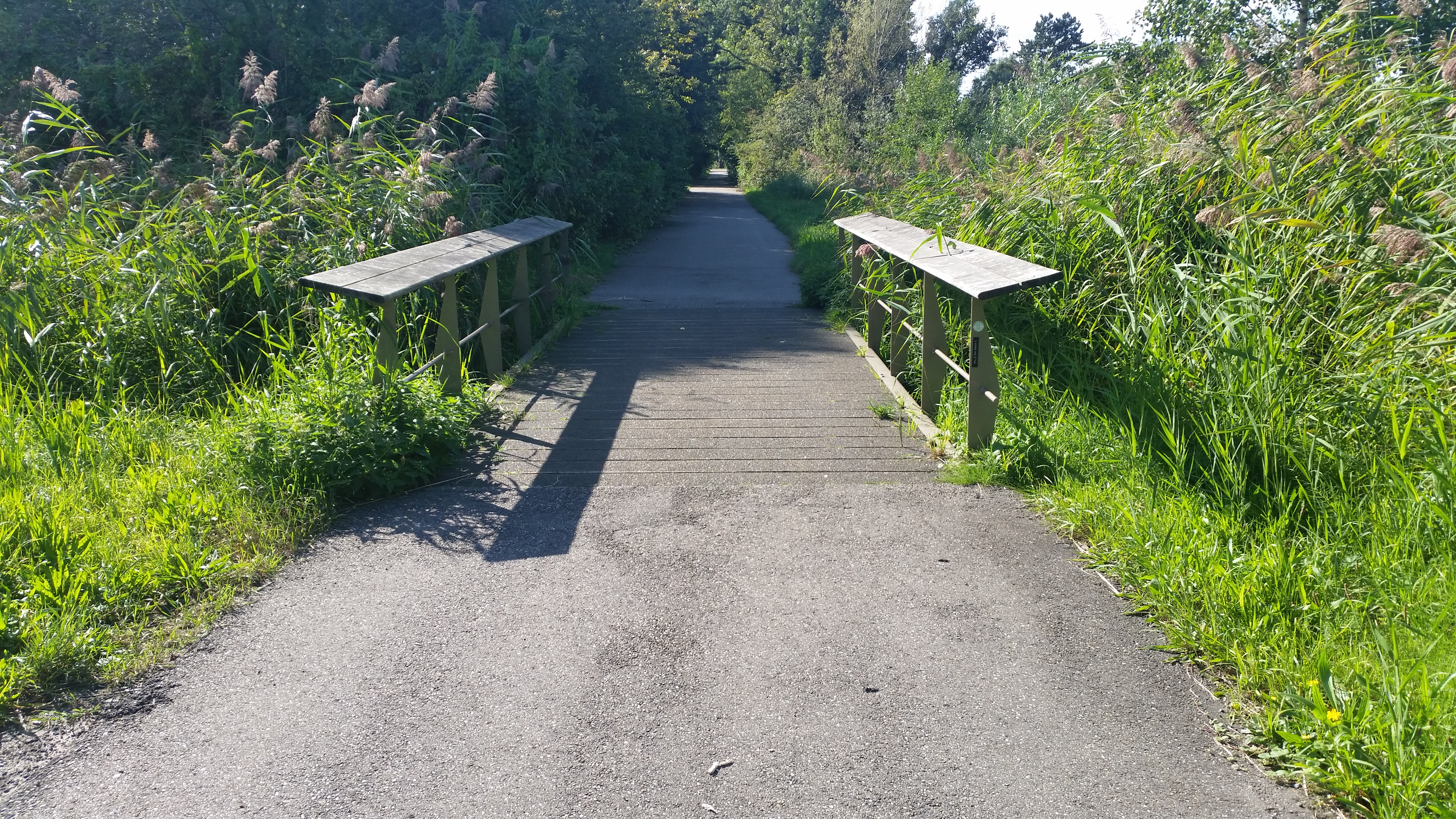
Brug 2165 (september 2019)
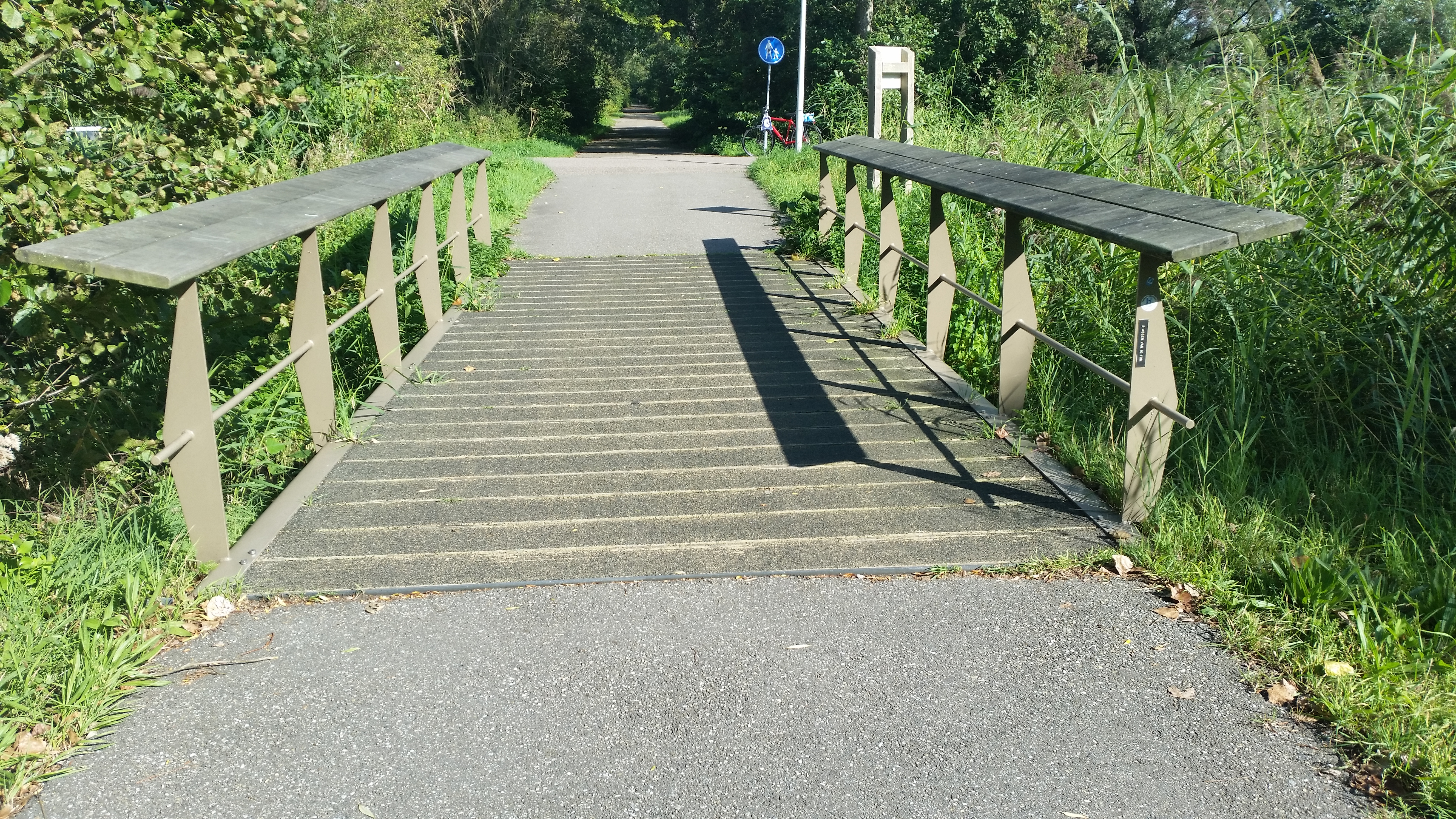
Brug 2166 (september 2019)